# Мондегрін. Пісні про смерть і любов
«Мондеґрін. Пісні про смерть і любов» — роман українського письменника Володимира Рафєєнка. Видано у 2019 році у Чернівцях видавництвом «MERIDIAN CZERNOWITZ».
«Мондеґрін» — перша книга, написана Рафєєнком українською мовою (до цього він писав російською, отримавши чимале визнання як російський письменник), та його другий твір (після роману «Довгота днів», 2017), створений у Києві після втечі з його рідного Донецька, у якому встановилася так звана Донецька народна республіка. 2018 року письменник оголосив про свою роботу над цією книгою в інтерв'ю, під назвою «Росії довелося докласти чимало зусиль, щоб я почав писати українською мовою» .
Головний герой роману, Габріель Габінський, - альтер его автора  : він також внутрішньо переміщена особа із зони АТО, російський інтелектуал (викладач філософії ) з Донбасу, який переїхав до Києва і перейшов на українську мову. У побуті Габінський працює в овочевому відділі супермаркету, проте основний зміст роману становлять пригоди його внутрішнього світу: Габінський — частково пророк, частково божевільний, він розмовляє з Кінською головою — фольклорним персонажем та містичною сутністю, яка, можливо, яка може бути своєрідним уособленням українського начала . За словами самого автора, цей образ частково був навіяний йому спогадами про українські казки, які в дитинстві розповідала йому бабуся, хоча родина його батьків була російськомовною, — цей ресурс пам'яті допоміг йому тоді, коли він вирішив писати українською мовою незважаючи на те, що «Говорити <цією мовою> не міг зовсім і навіть ніколи не намагався писати» .
Романа Володимира Рафєєнка було висунуто Українським ПЕН-клубом на здобуття Національної премії України імені Тараса Шевченка . Поет та прозаїк Олег Коцарев оцінив книгу як «етапну та блискучу», що свідчить про появу в українській літературі «самобутнього письменника, витонченого стиліста» .
На початку 2022 року роман Рафєєнко в англійському перекладі та з передмовою Марка Андрійчика вийшов у видавництві Українського наукового інституту Гарвардського університету .